# Carlo Domenico Ferrari
Carlo Domenico Ferrari (Brescia, 11 dicembre 1769 – Brescia, 29 novembre 1846) è stato un vescovo cattolico italiano.

## Biografia
Nacque a Brescia da Giovanni Ferrari e Chiara Rossetti in condizioni di agiatezza.
Divenne docente di filosofia in San Domenico a Brescia. Fu preconizzato vescovo di Brescia da papa Gregorio XVI nel novembre 1833 e consacrato il 6 gennaio 1834 dai vescovi di Bergamo, Pavia e Verona.
Carlo Domenico Ferrari morì all'età di 76 anni il 29 novembre 1846 a causa di una lunga malattia e fu sepolto nella Cattedrale di Santa Maria Assunta di Brescia, laddove gli fu altresì eretto un monumento funebre ad opera di Gaetano Matteo Monti. Lasciò il modesto patrimonio e la propria biblioteca teologica al seminario.

## Genealogia episcopale
La genealogia episcopale è:
- Cardinale Scipione Rebiba
- Cardinale Giulio Antonio Santori
- Cardinale Girolamo Bernerio, O.P.
- Arcivescovo Galeazzo Sanvitale
- Cardinale Ludovico Ludovisi
- Cardinale Luigi Caetani
- Cardinale Ulderico Carpegna
- Cardinale Paluzzo Paluzzi Altieri degli Albertoni
- Cardinale Flavio Chigi
- Papa Clemente XII
- Cardinale Giovanni Antonio Guadagni
- Cardinale Cristoforo Migazzi
- Vescovo Michael Léopold Brigido
- Arcivescovo Sigismund Anton von Hohenwart, S.I.
- Patriarca Giovanni Ladislao Pyrker, O.Cist.
- Vescovo Giuseppe Grasser
- Vescovo Carlo Domenico Ferrari